# باول باتلر
باول باتلر (بالإنجليزية: Paul Butler)‏ (9 يونيو 1964 في المملكة المتحدة - ) هو لاعب كرة قدم بريطاني في مركز الوسط. لعب مع نادي هارتلبول يونايتد ووولفرهامبتون واندررز ونادي هيرفورد وبراندون يونايتد.

## وصلات خارجية
- باول باتلر على موقع قاعدة بيانات كرة القدم.إي يو (الإنجليزية)